# Museu de l'Art Prohibit
El Museu de l'Art Prohibit va ser un museu d'art crític amb seu a la Casa Garriga Nogués de Barcelona que recollia una col·lecció de més de 200 obres que per diversos motius, siguin polítics, socials o religiosos, van ser  censurades, prohibides o denunciades en algun moment.

## Història i descripció
Va ser inaugurat l'octubre del 2023 sota el mecenatge de l'empresari Tatxo Benet, i s'hi podien trobar pintures, escultures, gravats, fotografies, instal·lacions i obres audiovisuals que formaven una mostra àmplia de casos que sovint han transcendit als mitjans i a les xarxes socials, creades en bona part durant la segona meitat del segle xx i el xxi.
El juliol de 2025 el museu va clausurar a causa de la insostenibilitat econòmica que suposava mantenir obert amb el boicot del sindicat SUT a les seves portes. El museu va anunciar que la seva col·lecció permanent es convertiria en una exposició itinerant arreu del planeta, per tal de continuar el llegat del museu.